# Obana punctulata
Obana punctulata är en fjärilsart som beskrevs av Emilio Berio 1959. Obana punctulata ingår i släktet Obana och familjen nattflyn. Inga underarter finns listade i Catalogue of Life.